# Midtown Madness (jeu vidéo)
Pour les articles homonymes, voir Midtown Madness (homonymie).
Vous lisez un « bon article » labellisé en 2017.
Midtown Madness (titre complet : Midtown Madness: Chicago Edition) est un jeu vidéo de course urbaine développé par Angel Studios et édité par Microsoft en mai 1999 sur PC. Le joueur peut explorer la ville de Chicago plutôt fidèlement modélisée, grâce à plusieurs modes de jeu.
Contrairement aux autres jeux du genre qui proposent un parcours connu, il offre un environnement urbain totalement libre, sans circuit prédéfini, permettant au joueur dans chaque mode de jeu de choisir son itinéraire. Le joueur peut jouer dans une course contre-la-montre, dans une course contre des adversaires dirigés par l’ordinateur, dans une course de checkpoint, ou conduire librement dans la ville sans aucun objectif. Le jeu se déroule au milieu du trafic routier urbain, et la ville est sujette au cycle jour-nuit et aux intempéries. Le joueur dispose de dix véhicules au total et peut influer sur certains paramètres comme la météo ou la densité du trafic. Si le joueur enfreint les règles de circulation, plusieurs véhicules de police tentent de le stopper grâce à des méthodes d'encerclement. Le jeu prend en charge les courses en multijoueur en réseau local ou sur Internet, mais le trafic routier n'est alors pas présent.
Microsoft engage Angel Studios pour le développement du jeu. Selon le réalisateur du jeu Clinton Keith, le concept du jeu est venu à deux employés de Microsoft lors d'une tentative de traversée d'une rue bondée à Paris. L'idée de départ est de recréer une cité vivante et fourmillante de vie, notamment Chicago, dans laquelle le joueur peut effectuer, en toute liberté, des courses de voiture en évitant les piétons, le trafic et la police. Microsoft obtient plusieurs licences afin d'intégrer des modèles de voitures réelles. Cependant, les grands constructeurs se sont éloignés de ce concept en opposant leur réticence à voir leurs meilleurs modèles de voitures détruits dans un jeu vidéo.
Midtown Madness reçoit un très bon accueil et des critiques très positives à sa sortie. Les critiques relèvent une expérience très « fun », mais la plupart jugent l'intelligence artificielle décevante, étant peu réaliste sur certains aspects comme lors des chocs entre véhicules. Le jeu connait deux suites : Midtown Madness 2 sur PC en 2000 et Midtown Madness 3 sur Xbox en 2003. D'autres jeux sortent également dans la série Madness de Microsoft.

## Environnement
L'environnement urbain du jeu, inspiré de la ville de Chicago est recréé en trois dimensions. De nombreux éléments représentatifs de la ville sont modélisés, comme le Chicago "L", la Willis Tower (alors connue sous le nom de Sears Tower), le lac Michigan et les Wrigley Field et Soldier Field,. Quarante lieux réels comme des monuments, des bâtiments de l'administration, des centres commerciaux des parkings souterrains, un aérodrome, une prison, le périphérique, des stades, des tunnels et des ponts, sont retranscrits,. Un total de 65 kilomètres de rues sont accessibles. Le rendu du moteur de jeu peut être ajusté, de « très réaliste » à « cartoonesque ». L'univers sonore participe également à l'immersion dans le paysage urbain grâce à des bruits de moteurs, de klaxons ou des cris de passants.

## Système de jeu

### Généralités et modes de jeu
Midtown Madness est un jeu vidéo de course se déroulant exclusivement dans un décor urbain en trois dimensions. Le joueur peut créer un pilote et choisir entre deux niveaux de difficulté, amateur ou professionnel. Le jeu propose quatre modes de jeu en solo : Blitz, Circuit, Checkpoint et Cruise. Dans le mode Blitz, le joueur fait une course contre-la-montre en trois checkpoint, jusqu'à la ligne d'arrivée. En mode Circuit, le joueur réalise plusieurs tours sur un circuit urbain et court contre d'autres voitures contrôlées par l'intelligence artificielle. Cependant, le parcours n'est pas défini, le joueur suit des flèches s'affichant à l'écran, et peut donc emprunter toutes les rues qu'il désire. De plus, Circuit se déroule en présence du trafic routier, dont la police ou les piétons. Checkpoint est un mode qui combine les particularités de  Blitz et Circuit, dans lequel le joueur court contre d'autres voitures sur un circuit de rues fermées à la circulation. Le mode Cruise permet au joueur de parcourir la ville en toute liberté sans objectif et sans limite. Tous les modes de jeu sauf Cruise sont divisés en niveaux, qui doivent être terminés afin de débloquer les suivants. Le joueur bénéficie d'une fonction « frein à main », qui permet de freiner à pleine vitesse et de tourner à 90°.

### Véhicules
Le joueur peut choisir entre cinq véhicules et en débloquer cinq de plus. Au départ, le joueur a accès à une Cadillac Eldorado, une Ford Super Duty F350, une Panoz Roadster (en), une Volkswagen New Beetle et une Ford Mustang GT. Le joueur peut débloquer une Ford Mustang de Police, un tracteur Freightliner Century Class 18 Wheel, une Panoz GTR-1, une Ford Mustang Fastback '68 et un autobus,. Chaque véhicule possède ses propres caractéristiques de maniabilité, de vitesse et de robustesse. Le déblocage des véhicules est assujetti aux victoires dans les courses,.

### Interactions et règles

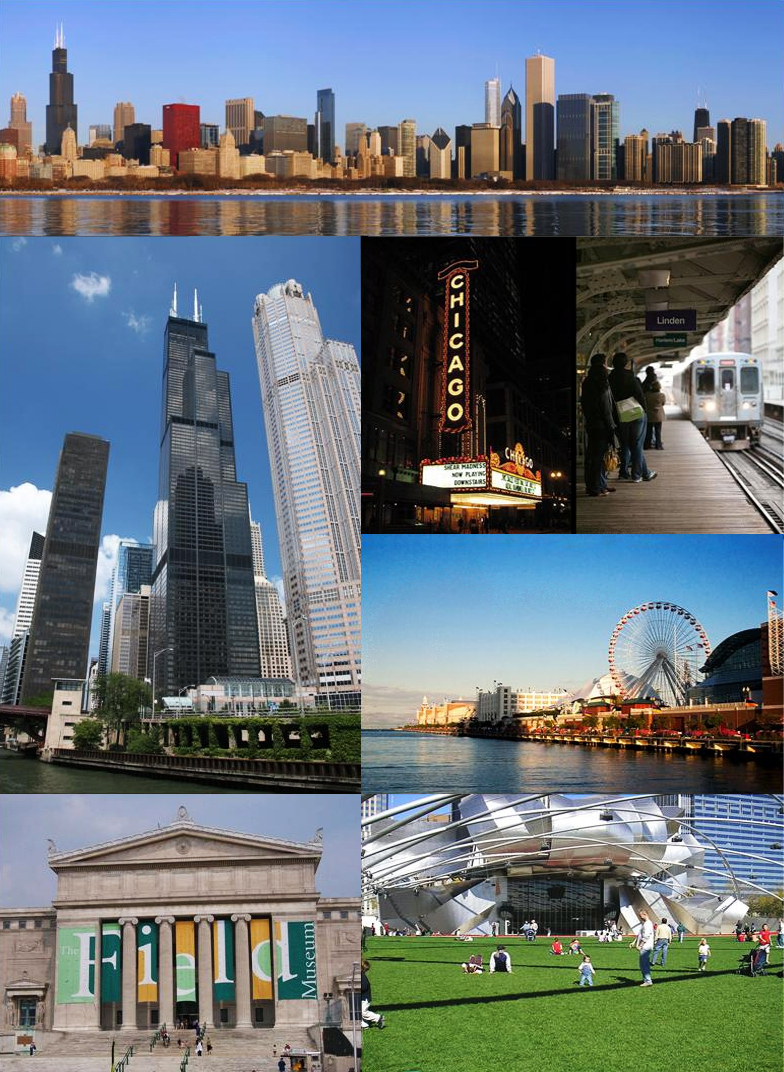
L'environnement urbain de Midtown Madness est inspiré de la ville de Chicago.

Les rues comportent un certain nombre d'objets que le joueur peut percuter, comme les poubelles, les parcmètres, les boîtes aux lettres et les feux de circulation. Chaque collision endommage le véhicule. Les dégâts sont physiquement matérialisés sur les véhicules, par des tôles enfoncées ou abimées, des radiateurs qui fument, jusqu'à ce que le véhicule s'effondre et s'arrête. Les piétons se collent aux murs ou sautent au dernier moment pour éviter les collisions. Durant le jeu, les autres véhicules respectent le code de la route, cependant le joueur n'y est pas contraint, le concept du jeu réside plutôt dans l'obligation d'enfreindre les règles, les poursuites avec la police et les collisions. Le joueur doit faire face à la circulation et gérer les aléas du trafic, sauf dans le mode Circuit. Un accident peut entraîner des carambolages gigantesques, mais également des bouchons importants. Si le joueur enfreint les lois en ne respectant pas le code la route, ou en percutant les véhicules, la police qui patrouille un peu partout le rattrape et tente d'intercepter son véhicule, notamment avec des manœuvres d'encerclement,.

### Variables et fonctionnalités
Dans tous les modes de jeu, le joueur rencontre des conditions météorologiques pouvant évoluer et ainsi rouler avec le soleil, sous la pluie, sous la neige ou par temps couvert. Si le joueur a précédemment remporté la course, il peut modifier la météo et la durée de la course lorsqu'il recommence,. Durant le jeu, la notion de temps est également cycliquement présente et représentée par le lever du soleil, l'après-midi, le coucher du soleil, puis la nuit. La densité du trafic varie également avec le temps, la circulation est par exemple plus dense le soir. D'autres éléments peuvent varier comme la densité des piétons ou des patrouilles de police. Dans le mode Checkpoint, le joueur peut modifier la densité du trafic, des voitures de police et des piétons. Le trafic est généré procéduralement et varie en fonction des lieux et du moment. L'interface affichée en permanence donne des informations sur la course, ainsi qu'une carte pouvant être désactivée. Un certain nombre de raccourcis ne figurant pas sur la carte peuvent être également empruntés. Le jeu permet l'affichage d'un rétroviseur central offrant une vue sur l'arrière. Il permet aussi de choisir entre vue interne ou vue de derrière le véhicule. D'autre part, il est possible de déplacer la caméra n'importe où dans la ville.

### Multijoueur
Midtown Madness permet le jeu en multijoueur en réseau local ou sur Internet. Le mode multijoueur est initialement pris en charge par MSN Gaming Zone de Microsoft, mais ce service est arrêté le 19 juin 2006. Le jeu est par la suite pris en charge par des services similaires tels que GameSpy Arcade et Xfire, via DirectPlay,. Le mode multijoueur comprend les modes de jeu solo et en outre un mode nommé Cops & Robbers. Cependant, dans ce mode de jeu, le trafic n'est plus présent. Ce mode est un jeu du type capture du drapeau dans lequel les joueurs de deux équipes, police contre voleurs, doivent voler l'or de la cachette adverse, puis retourner dans la leur.

## Développement
Midtown Madness est l'un des premiers jeux qu'Angel Studios développe pour PC. Auparavant, le studio a réalisé le jeu Major League Baseball Featuring Ken Griffey Jr. pour Nintendo 64. Pour Mike Derdsen, responsable produit à Microsoft, Midtown Madness continue simplement la série de jeux de course décalée débutée par Monster Truck Madness puis Motocross Madness. L'entreprise profite de la popularité grandissante de jeux de voiture dans un monde ouvert à la manière d'Interstate '76 pour  mettre en chantier un nouveau jeu dont la sortie est à l'origine prévue pour juin 1999,. Selon le réalisateur du jeu Clinton Keith, le concept du jeu est venu à deux employés de Microsoft lors d'une tentative de traverser une rue bondée à Paris. L'idée de départ est de recréer une cité vivante et fourmillante de vie, notamment Chicago, dans laquelle le joueur peut effectuer, en toute liberté, des courses de voiture en évitant les piétons, le trafic et la police. Microsoft propose le développement de cette idée à Angel Studios, qui lui avait déjà proposé un simulateur de conduite en trois dimensions. Au départ, Angel hésite à répondre favorablement à l'offre de Microsoft, compte tenu de l'ampleur de l'entreprise proposée. Le studio accepte finalement et décide d'utiliser Chicago car la ville est souvent représentée dans des films comportant des courses de voitures célèbres, comme Les Blues Brothers. L'une des premières sources d'inspiration est le jeu d'arcade GTI Club qui offre plusieurs ambiances citadines. Lors du développement, les créateurs demandent à de vrais résidents de Chicago de jouer le jeu des passants, afin de s'assurer que la ville soit recréée fidèlement. Le magazine PC Gamer rapporte que la reproduction est la plupart du temps fidèle, bien que certains points de repère ont été déplacés pour améliorer le gameplay.
Angel Studios et Microsoft incluent des voitures ordinaires, par rapport aux voitures de sport italiennes surpuissantes régulièrement rencontrées dans les jeux de course. Plusieurs autorisations sont obtenues, permettant d'utiliser des véhicules ressemblants. Microsoft convainc Volkswagen pour sa New Beetle, Ford pour sa Mustang et son  F-350 Super Duty,. Durant le développement, les concepteurs prévoient de négocier avec d'autres constructeurs automobiles afin d'inclure leurs modèles de véhicule dans le jeu. Cependant, les grands constructeurs se sont éloignés de ce concept en opposant leur réticence à voir leurs meilleurs modèles de voitures détruits dans un jeu vidéo. La possibilité de choisir au départ seulement la moitié des voitures disponibles est destinée à provoquer un esprit de compétition. Microsoft impose aux développeurs d'Angel Studios d'empêcher les joueurs de percuter les piétons. Après avoir décidé de ne pas afficher les piétons en deux dimensions, le studio développe des modèles en 3D possédant la capacité de courir et d'échapper à la trajectoire des véhicules. Le jeu propose la possibilité de supprimer les piétons, dans le sens où ils n'influent pas sur le  gameplay, et peuvent ralentir les performances de l'ordinateur s'ils sont en groupe. Mike Derdsen rajoute qu'à l'opposé de Driver, il n'est pas possible de tuer des personnes ou de faire de crimes dans Midtown Madness et précise : « Il n'y a pas de sang, c'est donc également un bon jeu familial ». Angel Studios a dévoilé qu'un éditeur de course a été envisagé mais abandonné au dernier moment.
Microsoft annonce le 22 avril 1999 que le jeu est prêt et part en fabrication. Une démo est publiée en téléchargement le 1er mai 1999. Cette version propose trois véhicules (une Mustang, une Panoz Roadster et un bus) et tous les modes de jeu sauf Circuit. La démo inclut des éléments qui ont été retirés de la version finale. Par exemple, elle contient des panneaux publicitaires qui pouvaient être percutés et que la version finale n'a pas conservé. Le jeu est édité le 27 mai 1999,.

## Accueil
Midtown Madness reçoit un très bon accueil de la part de la presse spécialisée et obtient de bonnes notes, parfois proches de la note maximale. Il totalise une moyenne de notes de 81,26 % pour 25 tests (en mars 2017) sur l'agrégateur GameRankings.
Le journaliste Lightman de Jeuxvideo.com considère la modélisation de la ville très réaliste, avec tous ses éléments, trafics, passants, feux... Selon lui, ces éléments créent une ambiance réaliste donnant l'impression de conduire dans une véritable ville. Il considère la réalisation du jeu « impeccable » avec « des graphismes fins et très jolis ». Pour Kin Randell du magazine Computer and Video Games, la recréation de Chicago est convaincante. Le site web IGN remarque que certaines parties sont génériques mais que le centre est fidèlement reproduit. Greg Kasavin du site web GameSpot remarque ces mêmes éléments génériques et estime que le jeu s'approche des meilleures simulations, mais n'est pas au niveau des plus méticuleuses. Kasavin remarque que la simulation est réaliste mais pas parfaite, et donne l'exemple des piétons que le joueur ne peut pas écraser ou des véhicules percutés qui repartent sans crier gare.
IGN fait remarquer que si la ville est réaliste, l'intérêt du jeu n'est pas dans une conduite respectant les règles, mais dans le « fun ». Les journalistes signalent qu'il n'y a pas de réglages des pneus, de la boite de vitesses ou d'autres choses, mais que le concept est de sélectionner une voiture et conduire. Le magazine Next Generation juge le panel de véhicules proposé comme large. Kasavin regrette qu'il n'y en ait pas plus, comme dans les jeux PlayStation tels que Gran Turismo. Lightman estime que la maniabilité des véhicules est bonne et Randell la juge agréable. Pour IGN, le fait que durant les courses, la police poursuive uniquement le joueur et pas les véhicules dirigés par l'ordinateur peut être frustrant. Pour le magazine Edge, les collisions et les carambolages ne sont pas réalistes et dignes d'Hollywood et l'intelligence artificielle dirigeant les véhicules est décevante. C'est une position que partage Computer Gaming World et explique par exemple, que « dans la vie réelle, sauter d'un pont à bascule relevé à 190 km/h et espérer survivre » n'est pas possible. Gen4 considère l'intelligence artificielle équilibrée et « acceptable », et précise que les concurrents sont agressifs sans être trop forts, ni le contraire, prenant en exemple le comportement des adversaires du jeu Viper Racing.
IGN considère toute la partie multijoueur comme « absolument superbe », même si l'absence du trafic est décevante. Pour les journalistes, le mode de jeu offrant le plus de plaisir est Cops & Robbers. GamePro est également déçu par l'absence du trafic, tout comme le journaliste Iansolo qui qualifie le mode multijoueur de « grosse déception ».
Lightman remarque des bruits de moteurs « un peu bizarres », mais juge l'ambiance générale correcte, à laquelle se rajoute les klaxons et parfois des injures. Selon Next Generation, le son est solide avec des musiques agréables et de bons bruitages. Iansolo considère également la bande son comme « excellente ».
Randell considère que l'activité de la police et des autres conducteurs amène un côté humoristique au jeu.
Pour Next Generation, Midtown Madness est « plus qu'un simple ode à la conduite urbaine pied au plancher, c'est un exercice angoissant durant des courses maniaque à grande vitesse se déroulant à travers les rues d'une ville ». Randell le considère comme l'un des meilleurs jeux de course sur PC [jusque-là]. Edge voit « un mélange effréné d’exubérance, de chaos et de jeu de course arcade, donnant naissance à un jeu extraordinairement divertissant ». Cependant, le journaliste fait remarquer que proposer dans un jeu vidéo des courses urbaines illégales dans de grandes villes américaines est assez nouveau [à l'époque de la sortie du jeu].

## Postérité

### Particularité et influence sur le genre
Midtown Madness se distingue de la concurrence de son époque, en particulier des jeux de course influencés par la série Need for Speed, en offrant un environnement ouvert plutôt qu'un circuit fermé. Selon le réalisateur du jeu Clinton Keith, un monde ouvert rend le gameplay plus divers et ajoute des « éléments de découverte », tels que trouver des raccourcis. Gary Whitta décrit le jeu comme un monde ouvert de course : « Il y a toujours des checkpoint à passer, mais il n'y a pas l'ordre classique A-B-C-D à suivre ».
Des jeux tels que Felony Pursuit s'inspirent directement de Midtown Madness.

### Suites
Le jeu connaît deux suites : Midtown Madness 2 sur PC en 2000 et Midtown Madness 3 sur Xbox en 2003. D'autres jeux sortent également dans la série Madness de Microsoft.